# Cullenia rosayroana
Cullenia rosayroana é uma espécie de angiospérmica da família Malvaceae. Apenas pode ser encontrada no Sri Lanka.